# 山脇正隆

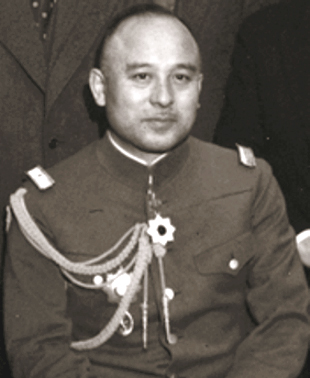
山胁政隆

山胁正隆（日语：山脇正隆，やまわき まさたか；1886年3月2日-1974年4月21日），日本陆军大将。官位从三位勋一等功三级。

## 生平
山胁正隆1886年3月2日出生于高知县甲原村（现土佐市）的一个世代为土佐山内氏服务的土器师士族家庭。
山胁正隆1900年毕业于广岛陆军地方幼年学校，1905年毕业于陆军士官学校第18期，1914年毕业于陆军大学校第26期，排名第一，大正天皇恩赐军刀。
1927年任参谋本部编成班长。1929年任参谋本部编成动员科科长。1931年任第22步兵联队长。1932年任教育总监部第一科科长。1934年3月任驻波兰大使馆武官，同年8月晋升少将。1935年任整备局长。1937年11月晋升中将。1938年任陆军次官。1939年任第三师团长。1940年3月1日，陆军禁野火药库大爆炸后前往现场视察并慰问受灾者 。同年，任驻蒙军司令官。1941年4月任陆军大学校校长后，附属于参谋本部，同年12月编入预备役。1942年9月被临时召集为婆罗洲守备军司令官。1944年9月晋升为陆军大将。任第37军司令官，隶属参谋本部。1945年5月复员。
后因战争罪嫌疑受到审判，但在几天后无罪释放。
二战后山胁正隆居住于高知县。1954年任高知县乡友会会长。妻子去世后，山胁正隆搬到东京居住。1963至1974年任偕行社会长、土佐育英协会东京学生宿舍“土佐寮”舍监。
1974年4月21日逝世，享年88岁。葬于埼玉市青叶园。

## 荣誉
- 勲一等旭日大綬章：1940年4月29日
- 功三級金鵄勲章
- 德意志雄鹰勋章大十字章：1940年2月27日
- 意大利王冠勋章（英语）：1943年6月2日

## 脚注
1. ↑  填薬作業中の過失が原因『大阪毎日新聞』（昭和14年3月3日夕刊）『昭和ニュース事典第7巻 昭和14年-昭和16年』本編p214 昭和ニュース事典編纂委員会 毎日コミュニケーションズ刊 1994年
2. ↑  陸軍次官に木村兵太郎中将『東京日日新聞』（昭和16年4月11日夕刊）『昭和ニュース事典第7巻 昭和14年-昭和16年』本編p784

## 相关书籍
- 明神慶昌（著）『平和を愛した最後の陸軍大将山脇正隆』リーブル出版、2007年。